# Escorxador-5 (novel·la)
Escorxador-5 (en anglès, Slaughterhouse-Five, or The Children's Crusade: A Duty-Dance with Death) és una novel·la de 1969 de l'autor nord-americà Kurt Vonnegut. És una obra anti-bèl·lica amb influències de ciència-ficció, centrada en les vivències durant la Segona Guerra Mundial i els viatges en el temps de Billy Pilgrim. Es considera l'obra més popular de Vonnegut.
Un dels fets centrals del llibre és el bombardeig de Dresden, esdeveniment que el mateix Vonnegut va experimentar personalment, i per això la novel·la es considera semi-autobiogràfica.
Edicions Proa la va publicar en català l'any 2007.

## Resum de la trama
La història és relata de manera no lineal i es van entenent els esdeveniments a través de flashbacks (o experiències de viatge en el temps) del narrador. Es descriuren les aventures de Billy Pilgrim, que creu que va ser capturat en un zoo extraterrestre i que ha viatjat en el temps.
Billy Pilgrim és un soldat americà desorientat i mal entrenat que lluita amb l'Exèrcit dels Estats Units durant la Segona Guerra Mundial. No li agrada lluitar ni la guerra i és capturat l'any 1944 pels alemanys durant la Batalla del Bulge. Billy s'apropa a la mort en una sèrie d'ocasions. Abans de ser capturat pels alemanys, coneix en Roland Weary, un patriota bel·licista i violent (de la mateixa edat que en Billy, molt jove), que es mofa de la covardia del soldat. Quan Weary és capturat, els alemanys li confisquen tot allò que té, incloent les seves botes. A canvi, li donen uns esclops de fusta. Weary mor a Luxemburg de la gangrena causada per les ferides dels esclops. Just abans de morir, Weary convenç un altre soldat, Paul Lazzaro, que en Billy és el culpable de la seva mort. Lazzaro jura venjar en Weary amb la mort d'en Billy.
En aquest moment, en Billy es "desencaixa" en el temps i comença a tenir flashbacks de la seva vida anterior. L'any 1945, en Billy i els altres presoners són transportats pels alemanys a Dresden per fer-los fer treballs forçats. Els allotgen a un escorxador abandonat, l'Escorxador número 5 ("Schlachthof-fünf"). Durant el bombardeig de Dresden per part del bàndol aliat (13-15 de febrer 1945), els guàrdies alemanys es refugien amb els presoners a un soterrani. Resulten ser dels pocs supervivents del bombardeig. Al maig de 1945, transfereixen en Billy de tornada als Estats Units, on rep una "baixa honrosa" el juliol 1945.
Aviat hospitalitzen en Billy per símptomes similars a un trastorn per estrés post-traumàtic, i el transfereixen a psiquiàtrica. Un home anomenat Eliot Rosewater ensenya a en Billy unes novel·les de ciència-ficció de l'autor Kilgore Trout. Després de ser donat d'alta, en Billy es casa amb Valencia Merble. El pare de Valencia és el propietari de l'Escola Optometria d'Ilium, on el Billy més tard estudia. Billy i Valencia es converteixen en pares de Robert (1947) i Barbara (1949). Durant la nit de noces de Barbara, en Billy és capturat per una nau espacial extraterrestre que se l'endu a un planeta anomenat Tralfamadore, a anys-llum de la Terra. Els habitants de Tralfamadore poden veure en quatre dimensions, observant alhora tot el continu espaitemps. Tenen una actitud fatalista, i entomen la mort amb un "coses que passen" («so it goes» en anglès).
A Tralfamadore, en Billy és exposat en un zoològic. Més tard, els Tralfamadorians segresten a Montana Wildhack, una estrella de cine desapareguda. Billy i Montana s'enamoren i tenen un fill, però de sobte en Billy és tornat a la Terra i viu moments passats o futurs de la seva vida.
Anys més tard, en Billy visita Nova York. En una llibreria per adults, en Billy troba llibres escrits per Kilgore Trout. Aquell vespre, mentre explica els seus viatges en el temps en un programa de ràdio, el desallotgen de l'estudi. Torna al seu hotel, s'adorm, i quan desperta està a Dresden l'any 1945. El llibre acaba en aquest punt.

## Estil
La novel·la és senzilla en sintaxi i estructura de les frases, tret característic de l'estil de Vonnegut. La ironia, el sensimentalisme, l'humor negre i el didacticisme són presents al llarg de l'obra. Com gran part de la seva feina, Escorxador-5 està dividit en parts breus. El llibre també inclou dibuixos fets a mà de Vonnegut. El llibre està classificat com una novel·la postmoderna de metaficció.

## Adaptacions
- Es va fer una adaptació per al cinema, Escorxador núm. 5, l'any 1972, dirigida per George Roy Hill.
- L'any 2020, Ryan North va escriure la primera adaptació de la novel·la al còmic, amb dibuixos d'Albert Monteys i editada per BOOM! Studios.[4] A l'Estat espanyol va ser publicada per Astiberri Ediciones.[5]